# Ruhraufstand

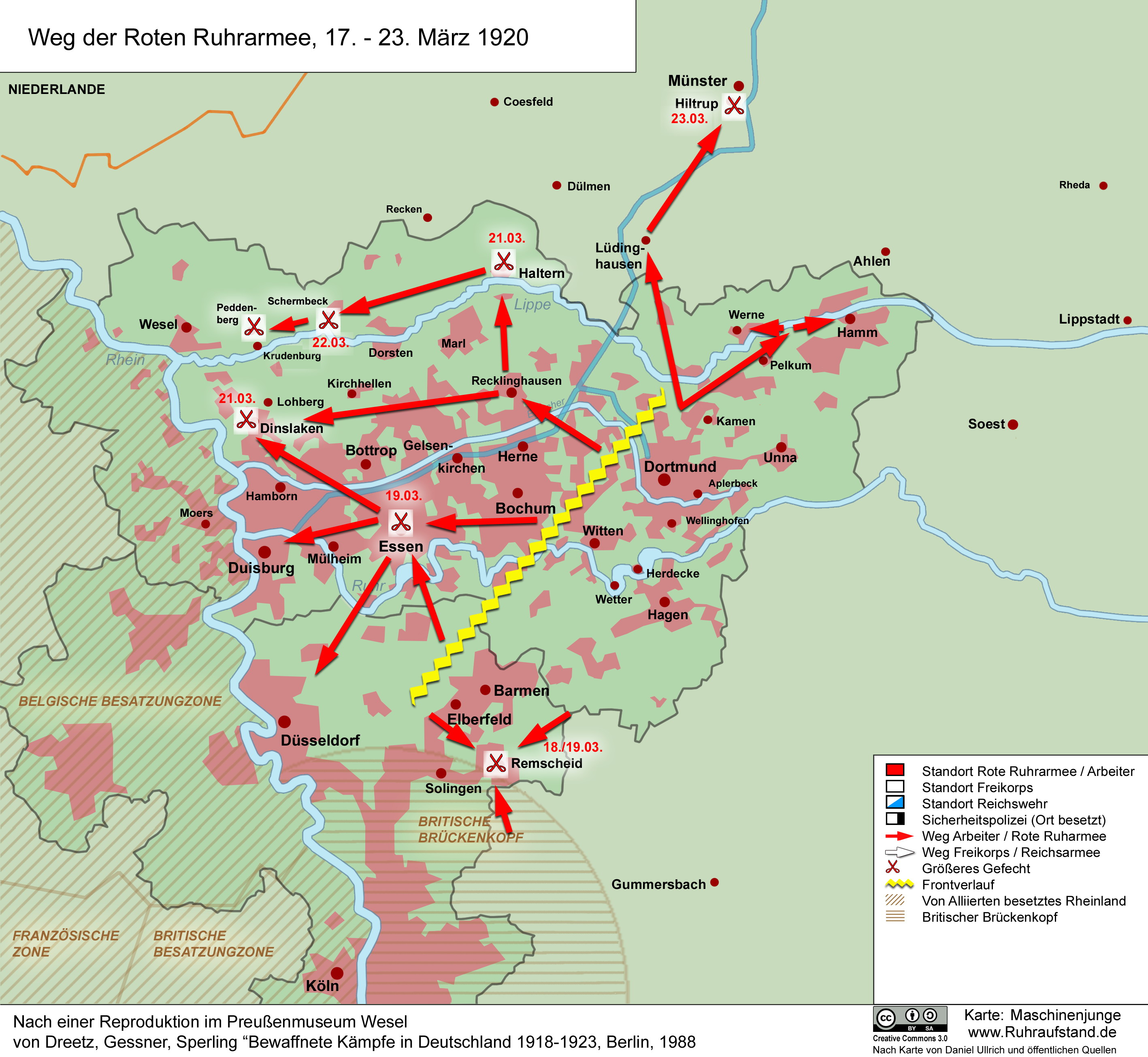
„Weg der Roten Ruhrarmee, 17.–23. März 1920“

Der Ruhraufstand, auch Märzaufstand, Ruhrkrieg oder Ruhrkampf genannt, war ein Aufstand von Arbeitern des Ruhrgebiets im März 1920. Der Aufstand erfolgte zunächst zur Abwehr des rechtsgerichteten Kapp-Putsches vom 13. März 1920 und wurde von einem breiten Spektrum politischer Gruppen getragen, die lokal sehr unterschiedlich waren. Zwar gab es für das gesamte von der Roten Ruhrarmee kontrollierte Gebiet Versuche, die Räteherrschaft auszurufen. Aber diese Versuche blieben örtlich begrenzt und bedeuteten nicht, dass der Bolschewismus im  Ruhrgebiet die Macht ergriffen hätte. Nach dem Ende des Kapp-Putsches ließ die Reichsregierung den andauernden Ruhraufstand durch Freikorps und Einheiten der Reichswehr niederschlagen.

## Geschichte

### Kapp-Putsch und Generalstreik
Anlass für den lange befürchteten Putschversuch war die Verfügung des Reichswehrministers Gustav Noske vom 29. Februar 1920, die antirepublikanischen Brigaden Ehrhardt und Loewenfeld aufzulösen. Der General Walther von Lüttwitz erhob dagegen am 10. März ultimative Forderungen nach der Auflösung der Weimarer Nationalversammlung und seiner Einsetzung als Oberbefehlshaber der Reichswehr. Zugleich konnten die rechten Kräfte auf bereits vorbereitete Putschpläne zurückgreifen. Nachdem Noske den General beurlaubt, aber nicht hatte verhaften lassen, kontaktierte Lüttwitz seine Mitverschwörer Hermann Ehrhardt, Waldemar Pabst, Erich Ludendorff und Wolfgang Kapp. Am 13. März 1920 marschierte die Brigade Ehrhardt in Berlin ein, ohne auf Widerstand zu treffen. Die „Vorläufige Reichswehr“ verweigerte der legitimen Regierung ihren Schutz, woraufhin diese über Dresden nach Stuttgart floh. Die Putschisten erklärten Wolfgang Kapp zum Reichskanzler.
Reichsregierung, Linksparteien und Gewerkschaften riefen zu einem Generalstreik auf, den 12 Millionen Arbeitnehmer befolgten und dem sich auch der Deutsche Beamtenbund anschloss. Der Zusammenbruch des Bahnverkehrs, der Strom- und Gasversorgung, die Verweigerungshaltung der Reichsbank und anderer Ämter, die der Kapp-Regierung die Gefolgschaft verweigerten, führten zur Niederlage der Putschisten am 17. März 1920. Der Generalstreik wurde am 22. März offiziell für beendet erklärt.

### Gegenbewegung und Rote Ruhrarmee
Im Ruhrgebiet kam es am 13. März 1920 zu ersten Demonstrationen, so zum Beispiel mit 20.000 Menschen in Bochum. Gleichzeitig zum Kapp-Putsch fand am 14. März 1920 in Elberfeld (heute zu Wuppertal) ein Treffen von Vertretern von KPD, USPD und SPD statt. Die linken Arbeiterparteien beschlossen spontan ein Bündnis gegen die Putschisten. SPD, USPD und KPD verfassten einen gemeinsamen Aufruf zur „Erringung der politischen Macht durch die Diktatur des Proletariats“.
Um den Generalstreik zu organisieren und die Ordnung aufrechtzuerhalten, übernahmen In den größeren Städten des Ruhrgebietes spontan gebildete lokale „Vollzugsräte“ der Arbeiter die Macht. Sie wurden meist von der USPD dominiert, die KPD war ebenfalls mit dabei. Auch die anarchosyndikalistische Freie Arbeiter-Union Deutschlands (FAUD) war vertreten. Arbeitersoldaten wurden aufgestellt, die die Städte kontrollierten.
Der Roten Ruhrarmee, deren Stärke aus den später abgegebenen Gewehren auf etwa 50.000 Angehörige geschätzt wurde, gelang es, binnen weniger Tage die bewaffneten Ordnungskräfte im Revier, vor allem die Sicherheitspolizei, zu besiegen oder zum Rückzug zu zwingen.
Am 15. März 1920 griffen bewaffnete Arbeiterformationen bei Wetter eine Vorhut des Freikorps Lichtschlag unter Hauptmann Otto Hasenclever an, der unter schwarz-weiß-roten Fahnen angerückt war und auf Nachfrage angegeben hatte, unter dem Befehl des Generalleutnants von Watter zu stehen, der wiederum „auf dem Boden des Generals Lüttwitz“ stünde. Die Batterie wurde aufgerieben, Hauptmann Hasenclever und zehn Soldaten sowie sechs Arbeiter getötet. Am 17. März wurde die Hauptmacht des Freikorps am Dortmunder Südbahnhof nach einem mehrstündigen Gefecht geschlagen. Die bewaffneten Arbeiter erbeuteten die Geschütze, nahmen 600 Freikorpsangehörige gefangen und besetzten ganz Dortmund.
Am 20. März 1920 bildete sich in Essen der Zentralrat der Arbeiterräte, die in Teilen des Ruhrgebiets die Macht übernahmen. Auch in Hagen gab es eine Zentrale.
Dem Ultimatum der ins Amt zurückgekehrten Regierung, bis zum 30. März bzw. 2. April Streik und Aufstand aufzugeben, kamen die Arbeiterräte nicht nach. Der Versuch des preußischen Innenministers Carl Severing, den Konflikt auf dem Verhandlungsweg im sogenannten Bielefelder Abkommen beizulegen, scheiterte letztlich am eigenmächtigen Vorgehen des regionalen Militärbefehlshabers im Wehrkreis VI, Generalleutnant Oskar von Watter. Die Folge war die erneute Proklamation eines Generalstreiks. Daran beteiligten sich mehr als 300.000 Bergarbeiter (rund 75 Prozent der Belegschaften). Der Aufstand brachte auch Düsseldorf und Elberfeld in die Hände der Arbeiter. Bis Ende März war das ganze Ruhrgebiet erobert.
Die beteiligten Aufständischen, oftmals Weltkriegsveteranen, bezogen sogar Sold von den Arbeiterräten. Man operierte oft in kleinen Gruppen, die sich auf Fahrrädern fortbewegten. Am 24. März griff die Rote Ruhrarmee die Zitadelle Wesel an und belagerte sie, doch erlitt sie da ihre erste Niederlage.
Die Struktur der Roten Ruhrarmee war ebenso wie die politischen Forderungen und Positionen der einzelnen Arbeiterräte sehr heterogen und häufigen Wechseln unterzogen. Insgesamt lässt sich ein starkes Ost-West-Gefälle feststellen. Das von der USPD dominierte östliche Ruhrgebiet organisierte und bewaffnete sich frühzeitiger, unterstützte jedoch nicht eine Fortführung der bewaffneten Aktionen als Aufstand gegen die wieder handlungsfähige Reichsregierung. Demgegenüber verzögerte sich die Mobilisierung im vor allem von Syndikalisten dominierten westlichen Ruhrgebiet, die Fortführung als Aufstand fand hier später größere Sympathien.
So verkündeten die Parteileitungen von MSPD, USD und KPD im Bezirk Niederrhein noch am Putschtag, dass eine Diktatur des Proletariats auf Basis des Rätesystems anstehe. Zwei Tage später kam dieselbe Parteikonstellation auch im Bezirk Hagen-Schwelm zu einem solchen Beschluss. Der provisorische Vollzugsrat in Duisburg, der von Syndikalisten, KPD und USPD beherrscht wurde, bekannte sich am 20. März zur Diktatur des Proletariats. In Hagen hatte man derweil aber, auch mitgetragen von der KPD, am 19. März schon wieder von der Diktatur des Proletariats Abstand genommen. Eine Konferenz der drei sozialistischen Parteien des Industriegebietes lehnte am 21. März die Einführung einer Rätediktatur ab. Die Arbeiterräte im Bergischen Land standen auch zur Republik. Das Argument der Reichswehr, im Ruhrgebiet sei die Räterepublik ausgerufen worden, der Bolschewismus habe die Macht übernommen und deshalb müsse man vorrücken, ist nach Einschätzung des Historikers Rainer Pöppinghege angesichts der Heterogenität der Arbeiterbewegung nicht stichhaltig.

### Niederschlagung

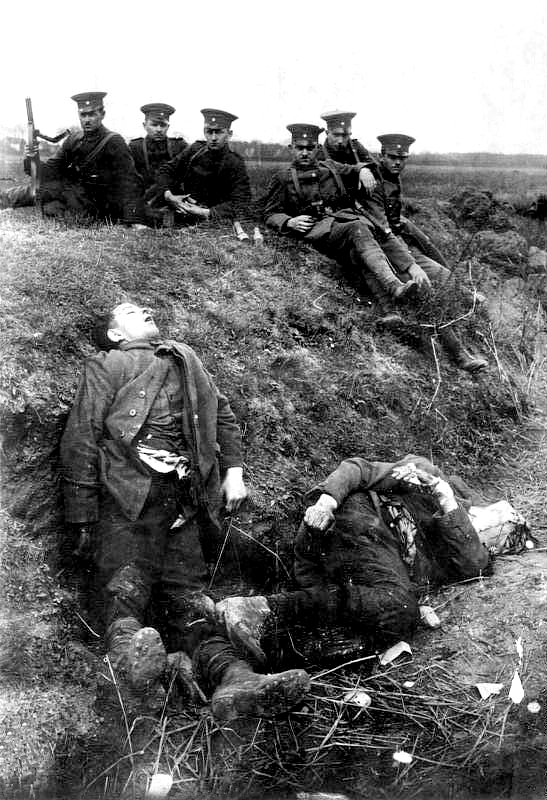
Reichswehr und erschossene Angehörige der Roten Ruhrarmee, 2. April 1920, Möllen bei Duisburg

Ende März 1920 marschierten Reichswehreinheiten ins Ruhrgebiet ein, um den Aufstand niederzuschlagen. Pikanterweise befanden sich darunter auch Einheiten, die noch Tage zuvor den Putsch unterstützt hatten, wie etwa die Marine-Brigade von Loewenfeld oder das Freikorps Aulock.
Mit Rückendeckung der Reichsregierung wurde der Aufstand von General von Watter von Norden her niedergeschlagen. Sein Stab führte im Auftrag der Reichsregierung von Münster aus den Bürgerkrieg im Ruhrgebiet.
Bereits am 23. März sammelte sich im Raum Hamm die Reichswehrbrigade 21 des Franz Ritter von Epp in Bereitstellungsräumen. Am 31. März erschoss die Reichswehr in Herringen und an der Zeche Radbod in Bockum-Hövel die ersten Aufständischen. Am Gründonnerstag, dem 1. April, trafen gegen Mittag Teile des Korps Epp und der Roten Ruhrarmee in einem blutigen Gefecht bei Pelkum aufeinander. In den ersten Apriltagen wurden dort 150 bis 300 Arbeiter und Arbeitersamariterinnen getötet. Epp befahl den Angriff seinen 1.800 Freikorps-Männern unter dem Motto „Gefangene machen die Bayern nicht“. Der Verhandlungsführer der Arbeiter, Paul Weniger, wurde im Selbachpark ermordet. Am 2. April rückten die Regierungstruppen von Pelkum aus weiter nach Westen in Richtung Bergkamen-Rünthe vor. Hausdurchsuchungen, Entwaffnungen, Standgerichte und Massenverhaftungen begleiteten den Vormarsch der Reichswehrtruppen. Am 6. April rückte die Reichswehr in Dortmund ein.
Die Truppen verkündeten Todesurteile und verübten Massenerschießungen. Wer bei Festnahme bewaffnet war, wurde erschossen – auch Verletzte. Am 3. April 1920 ließ Reichspräsident Friedrich Ebert die Standgerichte wieder verbieten, doch erst neun Tage später, am 12. April, untersagte General von Watter seinen Soldaten „gesetzwidriges Verhalten“. Auch danach wurden noch (vermeintliche) Angehörige der Roten Ruhrarmee „auf der Flucht erschossen“.
Erst an der Ruhr machte die Reichswehr halt, weil die britischen Besatzungstruppen wegen Verletzung des Friedensvertrages von Versailles mit der Besetzung des Bergischen Landes drohten.

## Gedenken
Die meisten der bei den Kämpfen ums Leben gekommenen Aufständischen wurden in Massengräbern beerdigt. Man errichtete in der Folge Ehrengräber, an denen in den 1920er und 1930er Jahren bis zur Machtergreifung der Nationalsozialisten der Toten gedacht wurde. Viele dieser Gräber wurden jedoch in der Zeit des Nationalsozialismus zerstört.
Heute finden noch in Bochum-Werne, Herne und Wuppertal jährliche oder gelegentliche Gedenkveranstaltungen statt.

## Ehrengräber und Gedenktafeln
- Ehrengrab auf dem Friedhof Wiescherstraße in Herne
- Gedenkstein auf dem ehemaligen Friedhof, jetzt Park Dannenbaumstraße in Bochum-Laer
- Gedenkstein auf dem Friedhof in Bochum-Werne
- Gedenktafeln aus den 1930er und 1980er Jahren am Wasserturm am Steeler Berg in Essen
- Gedenktafel auf dem Südwestfriedhof Essen
- Ehrengrab und Gedenkstein im Waldgebiet Haard, südlich der Stadt Haltern
- Mahnmal auf dem Friedhof Horst-Süd in Gelsenkirchen
- Mahnmal auf dem Südfriedhof in Recklinghausen
- Ehrengrab auf dem Westfriedhof in Oberhausen
- Ehrengrab auf dem Alten Friedhof in Bottrop-Kirchhellen
- Mahnmal für die ermordeten Arbeiter der Roten Ruhrarmee auf dem Nordfriedhof in Dortmund
- Ehrengrab auf dem Parkfriedhof in Dinslaken
- Gedenkstein auf einem Massengrab in der Haard bei Bruckhausen
- Ehrengrab auf dem Friedhof Duisburg-Walsum
- Ehrengrab mit Statue auf dem Rembergfriedhof in Hagen
- Gedenktafel am Bahnhof der Stadt Wetter (Ruhr) für die dortigen Kämpfe (seit 1987)[14]
- Grab für die in Wetter gefallenen Freikorpskämpfer (!) auf dem Friedhof Wetter. Nachträglich wurden auf demselben Areal Grabsteine zur Erinnerung an getötete Arbeiterkämpfer und eine Bürgerin zugefügt
- Ehrengrab in Bommern
- Ehrengrab für einen Arbeiterkämpfer in Wengern
- Gedenktafel am Ort von Erschießungen in Pelkum
- Ehrengrab auf dem Friedhof Pelkum
- Ehrengrab auf dem Friedhof Wiescherhöfen
- Ehrengrab mit Statue auf dem Friedhof Bergkamen
- Gedenksteine für zwei Massengräber in der Haard bei Olfen-Eversum
- Gedenksteine und -tafel auf dem Ehrenfriedhof an der Königshöhe in Wuppertal-Elberfeld
- Gedenkstein für die Arbeiter-Samariterin Anna Kalina auf dem Friedhof in Bergkamen-Rünthe
- Gedenkstein für 50 getötete Kämpfer der Roten Ruhr Armee in Raesfeld[15]

Ehrung von Freikorpsangehörigen:
- Ruhrkämpferehrenmal bei Haus Horst in Essen für in den Kämpfen getötete Freikorps- und Reichswehrangehörige sowie Polizisten, 1934 durch die Nationalsozialisten errichtet
- Ehrenmal und -grab für gefallene Polizisten auf dem Südwestfriedhof Essen
- Ehrengrab für die Gefallenen des Freikorps Loewenfeld auf dem Alten Friedhof Bottrop-Kirchhellen
- Benennung der Loewenfeldstraße in Bottrop-Kirchhellen

## Filmische Rezeption
Die DEFA produzierte im Jahr 1967 einen zweiteiligen Fernsehfilm, der sich an den Roman Brennende Ruhr von Karl Grünberg anlehnt. Seit 2011 ist dieser Film neu aufgelegt und im Handel erhältlich.
Der NDR sendete 1979 eine 45-minütige Dokumentation von Heiner Herde über den Ruhraufstand und die Rote Ruhrarmee. In diesem werden nicht nur die Ereignisse dargestellt, es kommen auch mit einem bürgerlichen Reporter und einem Bergmann Zeitzeugen des Aufstandes zu Wort.